# Habibu Ceesay
Habibu Ceesay (* 1980 oder 1981  in Panchang; † 22. November 2008) war ein gambischer Journalist.

## Leben
Ceesay ging zunächst auf die Panchang Primary School und dann auf die Kaur High School, bevor er dann die Armitage Senior Secondary School besuchte und dort 2002 seinen Abschluss machte. Er absolvierte im Laufe der Jahre eine Reihe von Ausbildungskurse in Journalismus, die seine Fähigkeiten, jederzeit über Sachinformationen zu berichten, verbesserten.
Ceesay begann seine journalistische Tätigkeit bei der Zeitung The Independent, wechselte zum Daily Observer und kehrte dann zum The Independent zurück. Als The Independent Anfang 2006 geschlossen wurde, wechselte Ceesay dann zur Zeitung The Point, wo er einige Zeit arbeitete, bevor er zur Zeitung Today wechselte. Nach einigen Monaten bei der Today wechselte er dann zur Zeitung Business Digest, wo er bis zu seinem Tod arbeitete.
Ceesay starb 2008 nach kurzer Krankheit 27-jährig. Nfamara Jawneh, Präsident der Young Journalists Association of The Gambia (YJAG), deren Mitglied Habibu Ceesay war, bezeichnete Ceesays Tod als einen großen Verlust für die gesamte Mediengemeinschaft in Gambia.

## Familie
Hassoum Ceesay ist der ältere Bruder von Habibu Ceesay.